# 繁华大道
繁华大道，中国安徽省合肥市的一条东西干道，西起肥西县方兴大道（北段），经蜀山区、包河区，东达肥东县境内。繁华大道已建成全长40.3公里，为合肥市最长不分段道路。繁华大道经过创新大道、玉兰大道、集贤路、翡翠路、金寨路、莲花路、天都路、始信路、习友路、芙蓉路、宿松路、徽州大道、庐州大道、包河大道、北京路、上海路、天津路、重庆路等道路。沿路有徽园、包河区政府等单位。撮镇路以西，方兴大道以东的路段属于 312国道的一部分。

## 轨道交通
- █ 1号线：南站南广场
- █ 3号线：繁华大道
- █ 4号线：桃花潭⇄金小郢
- █ 5号线：盛大⇄包河苑⇄义兴
- █ 7号线（在建）